# Zangī Dar
Zangī Dar (persiska: زَنگی دَرِّه, زَنگدار, زَنگِ دَر, Zangī Darreh, زنگی در) är en ort i Iran.   Den ligger i provinsen Markazi, i den centrala delen av landet, 280 km sydväst om huvudstaden Teheran. Zangī Dar ligger 2 046 meter över havet och antalet invånare är 344.
Terrängen runt Zangī Dar är kuperad norrut, men söderut är den platt. Runt Zangī Dar är det ganska glesbefolkat, med 48 invånare per kvadratkilometer. Närmaste större samhälle är Bāzneh, 16,5 km norr om Zangī Dar. Trakten runt Zangī Dar består i huvudsak av gräsmarker.